# Markus Bendler
Markus Bendler (* 1. května 1984 Innsbruck) je rakouský horolezec a reprezentant v ledolezení. Mistr světa a vítěz světového poháru v ledolezení na obtížnost.

## Výkony a ocenění
- 2009: mistr světa, vítěz celkového hodnocení světového poháru
- 2010: vítěz celkového hodnocení světového poháru
- 2011: vicemistr světa

### Závodní výsledky
| Mistrovství světa v ledolezení | Mistrovství světa v ledolezení | Mistrovství světa v ledolezení | Mistrovství světa v ledolezení | Mistrovství světa v ledolezení |
| Rok                            | 2005                           | 2007                           | 2009                           | 2011                           |
| ------------------------------ | ------------------------------ | ------------------------------ | ------------------------------ | ------------------------------ |
| Rychlost                       | 4                              |                                | 1                              | 2                              |

| Světový pohár v ledolezení | Světový pohár v ledolezení | Světový pohár v ledolezení | Světový pohár v ledolezení | Světový pohár v ledolezení | Světový pohár v ledolezení | Světový pohár v ledolezení | Světový pohár v ledolezení |
| Rok                        | 2006                       | 2007                       | 2008                       | 2009                       | 2010                       | 2011                       | 2012                       |
| -------------------------- | -------------------------- | -------------------------- | -------------------------- | -------------------------- | -------------------------- | -------------------------- | -------------------------- |
| Rychlost                   | 3                          | 2                          | 2                          | 1                          | 1                          | 3                          | 7                          |
| jednotlivě (x/x/x)         |                            |                            |                            |                            |                            |                            | -,9,4,,-                   |